# 山口喬司
山口 喬司（やまぐち きょうじ、1977年9月2日 - ）は、日本の演出家、劇作家、俳優。

## 経歴
宮崎県宮崎市出身。茨城大学工学部メディア通信工学科卒業。プロデュース劇団『K.B.S.Project』を主宰。代表作は、「能舞エヴァンゲリオン」、「超青春合唱コメディSING!」等。作風はコメディ色が強く、能や和楽器、書道等の伝統芸能を取り入れたり、また、爆薬やファイヤーマシンなどの特効、懸垂下降やワイヤーアクションなど、派手な演出が特徴である。
2010年に、小劇場『高田馬場ラビネスト』を、また、2017年には『コフレリオ　新宿シアター』をオープン。東京都内に２つの小劇場をプロデュースしている。

## 作品

### 映画
- 『アオショー!』（原作・監督）2025年

### 舞台演出

#### K.B.S.Project本公演
- 『WATER GIRLS』（脚本・演出・出演）（千本桜ホール）
- 『ほっと。WATER GIRLS』（脚本・演出・出演）（相鉄本多劇場）
- 『本能寺オテロ』（脚本・演出・出演）（築地ブディストホール）
- 『ボクラノセンソウ』（演出・出演）（新宿サンモールスタジオ）
- 『LOA アワセルカガミ』（演出・出演）（千本桜ホール）
- 『北枕動物園へようこそ』（脚本・演出・出演）（池袋GEKIBA・こけら落とし公演）
- 『Benkei-静恋の涙-』（脚本・演出・出演）（築地ブディストホール）
- 『北枕動物園へようこそ-阿片ノ唄-』（脚本・演出・出演）（高田馬場ラビネスト・こけら落とし公演）
- 『おくられびと』（脚本・演出・出演）（高田馬場ラビネスト・1周年記念公演）
- 『てんいちっ!』（脚本・演出・出演）（高田馬場ラビネスト・2周年記念公演）
- 『超青春合唱コメディSING!』（脚本・演出・振付）（シアターグリーンビッグツリーシアター）
- 『超迎春SFコメディ宙☆ING』（脚本・演出・出演）（高田馬場ラビネスト・3周年記念公演）
- 『超青春合唱コメディSING!』（脚本・演出・振付）（東京芸術劇場・シアターウエスト、大阪世界館）
- 『超スポ魂合唱コメディSING!!-The TAKT of MAGIC-』（脚本・演出・振付）（シアターグリーン・ビッグツリーシアター、大阪HEP HALL）
- 『モンパルナスの洋菓子店』(脚本・演出・出演）（高田馬場ラビネスト）
- 『APHΣ REBELLION〜アレス・レベリオン〜』(あ脚本・演出・出演)（あうるすぽっと）
- 『The IMMORTAL OPERATION』(脚本・演出・出演)（高田馬場ラビネスト）
- 『狼魔冥遊奇譚』(脚本・演出)（コフレリオ　新宿シアター）
- 『ザ・エレベーターホール』(脚本・演出)（コフレリオ　新宿シアター）
- 『超青春合唱コメディSING!-2020-』（脚本・演出）（ヒューリックホール東京）
- 『絶対青春合唱コメディ『SING!!!』－空の青と海の青と僕らの学校－』（脚本・演出）（新国立劇場）[1]
- 『超青春合唱コメディ『SING!』』（脚本・演出）（AiiA 2.5 Theater Kobe）[2]
- 『絶対青春合唱コメディ『SING!!!』－空の青と海の青と僕らの学校－』（脚本・演出）（アルモニーサンクソレイユホール）[3]

#### 一人芝居・二人芝居
- 『腹部黒』（脚本・演出・出演）（千本桜ホール）
- 『腹部黒 弐』（脚本・演出・出演）（千本桜ホール）
- 『少女漫画家百合丘みるくのミラクルラブゲーム』（脚本・演出・出演）（千本桜ホール）

#### その他の公演
- 『DOLL』（演出・出演）（シアター風姿花伝）
- 『白雪姫子と七人のオンナ』（脚本・演出・出演）（小松川区民館）
- 『サムタイムインチャイニーズシティ』（演出・出演）（阿佐ヶ谷アルシェ）
- 『DANCE☆LESSON』（脚本・演出）（新宿サニーサイドシアター）
- 『赤月夜』（脚本・演出・出演）（浅草橋アドリブ小劇場）
- 『101匹萌えタン』（演出・出演）（六行会ホール）
- 『DANCING♀MERMAID』（演出・出演）（千本桜ホール）
- 『うなさかのうた〜海境之謡〜』（脚本・演出・出演）（築地ブディストホール）
- 『柘榴ノ森』（脚本・演出・出演）（神楽坂DiePratze）
- 『人形館』（脚色・演出）（高田馬場ラビネスト）
- 『オネーチャンズ11』（演出）（高田馬場ラビネスト）
- 『SING!』（脚本・演出）（新宿シアターモリエール）
- 『冬椿』（脚本・演出）（高田馬場ラビネスト）
- 『ぱぢゃまdeおじゃま』（脚本・演出）（高田馬場ラビネスト）
- 『ルクリアクリア』（脚本・演出）（高田馬場ラビネスト）
- 『APHEΣ REBELLION』（脚本・演出）（高田馬場ラビネスト）
- 『APHEΣ REBELLION -T-』（脚本・演出）（高田馬場ラビネスト）
- 『聖餐のプシュコマキア』（脚本・演出）（コフレリオ新宿シアター）
- 『時空警察ヴェッカーЯ』（脚本・演出）（コフレリオ新宿シアター）

### 演劇以外の作品
- 『能舞エヴァンゲリオン』（企画・演出）（越谷能楽堂）

### 出演(テレビドラマ)
- 特命係長 只野仁
- 恋する!?キャバ嬢

### 出演(CM)
- 株式会社タカラ「斬撃バトル 騎刃王」

### 出演(映画)
- サバイバル自衛隊（水木英昭 監督）

### 出演(舞台)
- 三鷹市芸術文化センタープロデュース 桜桃忌スペシャル「いのせんと」（2004年6月、三鷹市芸術文化センター 星のホール)(作：村上マリコ／演出：宮本勝行)
- 超青春合唱コメディ『SING!』（2012年9月・2013年6月） - 一鎌瀬駆 役